# Оуэн ап Уриен
Оуэн ап Уриен (валл. Owain ab Urien; 510/550—593/595) — правитель государства Регед на Древнем Севере, ставший прототипом Ивейна, персонажа средневековых романов о короле Артуре.

## Биография
Об Оуэне писал поэт Талиесин. Он описал его в стихотворении: 
Pan laddodd Owain Fflamddwyn 
 Nid oedd fwy nog yd cysgaid; 
 Cysgid Lloegr, llydan nifer, 
 Â lleufer yn eu llygaid.
Оуэн, сын короля Регеда Уриена и потомок Коэля Старого, участвовал во всех битвах своего отца. В 579 году он бился в битве при Аргойд Ливейне, где в единоборстве одолел короля Берниции Теодрика. В битве при Ллех Вене Оуэн ап Уриен бился с пиктами в союзе с королём Стратклайда Ридерхом I. В битве при Гвен Истраде он убил англосакса Фламдуина, а в битве при Беруине он одолел короля Берниции Фритувальда, брата уже разбитого ранее им короля Теодрика. В 586 году Оуэн участвовал в осаде Линдисфарна.
После гибели отца в 586 году ставший королём Оуэн настиг предателя, правителя Гододина Морканта Фулха, и убил его.
Оуэн только несколько лет правил страной. Он находился под сильным давлением со стороны старых врагов Уриена. Брат Оуэна Элфин подвергся нападению короля Гваллога Элметского. Сам же Оуэн со своим братом Паскеном должен был сразиться с королём северной части Пеннин (Дунотинга) Динодом, союзником погибшего Морканта Фулха. В этой войне (в 593 или 595 году) Оуэн погиб. Он был похоронен в Ллан-Форфаэле или Лан-Хеледде, которые не идентифицированы, но традиция указывает на церковь Святого Андрея в Пенрите, где по-прежнему существует его предполагаемая могила. После гибели Оуэна Регед попал в период анархии, и страна значительно сократилось в размерах, в том числе, врагами был захвачен Катрайт.
После Оуэна ап Уриена королём Регеда стал его сын Элфин ап Оуэн, но детали правлений преемников Оуэна были потеряны. Согласно валлийскому житию XII века, внебрачным сыном Оуэна от связи с Дениу верх Леудуной, более известной как святая Тенева из Глазго, стал святой Кентигерн (Мунго).